# IRAS
IRAS (InfraRed Astronomical Satellite, in italiano Satellite Astronomico Infrarosso) era un telescopio spaziale dedicato ad osservazioni astronomiche nell'infrarosso, realizzato da una collaborazione delle agenzie spaziali di USA, Regno Unito e Paesi Bassi. Ha cessato di essere operativo nel novembre 1983.

## Descrizione
Lanciato dalla base militare americana di Vandenberg il 25 gennaio 1983, aveva finalità prettamente scientifiche di indagine nella banda dell'infrarosso. IRAS aveva la forma di un cilindro: pesava una tonnellata ed era lungo 3,25 metri. Dentro questa forma anonima si trovava lo strumento più avanzato tecnologicamente fino a quell'epoca, e un sofisticato sistema di raffreddamento che doveva mantenere lo strumento ad una temperatura di 1,6 kelvin (circa −272 °C), in modo da eliminare l'emissione elettromagnetica dello strumento stesso.
Esso conteneva un telescopio a specchio del diametro di 60 centimetri, ed è stato il primo satellite per il rilevamento delle sorgenti infrarosse. IRAS fece una mappa del 96% del cielo per quattro volte, alle lunghezze d'onda di 12, 25, 60 e 100 micrometri, con risoluzioni che andavano dal mezzo minuto d'arco (a 12 micrometri) fino a due minuti d'arco (a 100 micrometri). La missione durò meno del previsto (10 mesi) a causa di un guasto che fece evaporare più velocemente del previsto la riserva di elio superfluido usato dal sistema di raffreddamento. Una volta riscaldato, il satellite non poté più fare osservazioni nell'infrarosso perché era ormai più caldo delle sorgenti che cercava di misurare.

## Scoperte
La maggior parte delle scoperte di un satellite si ottengono dopo anni o decenni, nel corso del lungo esame del catalogo da loro prodotto: IRAS ha scoperto circa 500.000 sorgenti infrarosse, la maggior parte delle quali devono essere ancora identificate. Si pensa che circa 75.000 siano galassie starburst, ancora nella loro fase di formazione stellare. Molte altre sorgenti sono normali stelle circondate da dischi di polveri, probabilmente le prime fasi della formazione di un sistema planetario.
Tra i risultati accertati, la scoperta di un anello di polvere cosmica che circonda il Sistema Solare a una distanza di circa 15 miliardi di chilometri; un'altra scoperta riguardava un grande anello di frammenti rocciosi attorno a Vega, ritenuto dagli astronomi un sistema planetario in formazione.
L'osservazione successiva delle stesse parti del cielo ha permesso di cercare oggetti in movimento. Jack Meadows e colleghi hanno così scoperto tre asteroidi (tra cui 3200 Phaethon, un asteroide Apollo, che è il corpo celeste da cui si origina lo sciame meteorico delle Geminidi), le comete C/1983 J2 IRAS, 126P/IRAS, C/1983 N1 IRAS, C/1983 H1 IRAS-Araki-Alcock, C/1983 O2 IRAS e 161P/Hartley-IRAS e una grande coda di polveri associata alla cometa Tempel-2.